# پگل (بازی ویدئویی)
پگل (به انگلیسی: Peggle) یک بازی ویدئویی به سبک معمایی و نامرتب است که توسط پاپ‌کاپ گیمز ساخته شده‌است. در سال ۲۰۰۷ برای سیستم‌های مایکروسافت ویندوز و مک‌اواس ایکس منتشر شد و از آن زمان نسخه‌هایی برای اکس‌باکس لایو آرکید، شبکه پلی‌استیشن، نینتندو دی‌اس (با همکاری کیو انترتینمنت)، ویندوز موبایل، آی‌اواس، زیبو و اندروید منتشر شده‌است. این بازی همچنین به عنوان یک برنامه جاوا و یک ریزبازی در بازی دنیای وارکرفت قرارگرفته. در سپتامبر ۲۰۰۸ دنباله‌ای با نام شب‌های پگل منتشر شد.